# Crossley Mark I
Van de Crossley Mark I pantserwagen zijn er vijf exemplaren gemaakt door het Engelse bedrijf Crossley Motors. Ze waren in gebruik van 1927 tot 1940.

## Beschrijving
Het Britse leger bestelde de Crossley Mark I pantservoertuigen in 1927. Het pantser was maximaal 8 mm dik en het totaalgewicht was bijna 5 ton. De Crossley benzinemotor telde vier cilinders en had een vermogen van 26 pk. De versnellingsbak telde vier versnellingen voor- en een achteruit. Het voertuig had alleen aandrijving op de achterwielen (6x4). In moeilijk begaanbaar terrein kon rond de achterwielen rupsbanden worden bevestigd waarmee het voertuig het karakter kreeg van een halftrack. De brandstoftank had een capaciteit van 91 liter, voldoende voor een actieradius van zo’n 320 kilometer.
De Mark I was bewapend met twee Vickers machinegeweren, waarvan een in de ronddraaiende toren en een exemplaar voor in de romp, naast de chauffeur. Voor de machinegeweren werden 3.000 stuks munitie meegevoerd.

## Inzet
Van de Crossley Mark I zijn in totaal vijf exemplaren besteld. Ze werden naar het Britse leger in Egypte gestuurd. In de woestijn kwamen de voertuigen maar moeilijk vooruit en het hete klimaat werkte ook niet mee. Ze werden teruggehaald naar Engeland en hebben verder alleen dienstgedaan bij opleidingscentra.
Het Bovington tankmuseum heeft nog een exemplaar in de collectie.